# Närkes runinskrifter 30
Närkes runinskrifter 30 är tre fragment av en runsten som hittats i samband med byggnadsarbeten på gården Äversta i Glanshammars socken, Örebro kommun. Exakt när de hittades vet man inte men två av fragmenten fotograferades 1908 och det tredje noterades 1950 vid en runinskriftsinventering. Stenarna befinner sig nu i ett litet sidorum till ladugården i Äversta.
Fragmenten, som kallas A, B och C, är av grå granit och starkt påverkade av vittring. De ristades förmodligen i mitten av 1000-talet eller under 1000-talets senare hälft. Stenarna passar inte ihop men med all sannolikhet har fragment A suttit högst upp av de tre fragmenten på den en gång troligen omkring 2 meter höga runstenen.
Inskriften på de olika stenarna är
Fragment A: ...sin · stih...
Fragment B: ...(f)t... ...---... ...(m)
Fragment C: ---... ...--...
Texten är tyvärr alltför fragmentariskt bevarad för att man ska kunna göra någon tolkning. Båda s på fragment A har en ovanlig form och liknar spegelvända fyror. På fragment C syns bara små bitar av fem stycken huvudstavar.